# 랑그도크 방언
랑그도크 방언(오크어: Lengadocian 렝가도시안 (렝가도크어) 프랑스어: Languedocien 랑그도시앵 (랑그도크어)[*])는 오크어의 방언이다. 약간의 사람이 프랑스의 옥시타니아, 랑그도크, 보르도 등에서 사용한다.

## 같이 보기
- 프랑스의 언어